# Cerkev sv. Mihaela, Pišece
Cerkev sv. Mihaela v Pišecah je župnijska cerkev Župnije Pišece.
Cerkev, ki je posvečena nadangelu Mihaelu, se nahaja na robu vasi, tik pod Duplom, iz katerega izvira potok Gabernica. Ob njej je na vzhodni strani prislonjeno župnišče. V neposredni bližini se nahajata Kapela Žalostne Matere Božje na zahodni strani cerkve, ter farovški mlin na vzhodni strani župnišča.

## Gradnja
Kot pravi ustno izročilo, je bila prvotna cerkev pri izviru Gabernice in je bila posvečena sveti Katarini. Od te cerkve je ohranjen le slabo izdelan orehovi lupini podoben krstni kamen z napisom »FONS BAPTISMALIS«. Druga cerkev je stala na mestu sedanjega župnišča, slednje pa je bilo pred letom 1795 nad sedanjim, in sicer zahodno od Dupla (izvira), kjer je sedaj župnijski vrt.
Ker je bila cerkev za sorazmerno veliko župnijo premajhna, je bila potreba po večji. Zato so farani leta 1791 vložili prošnjo na knezoškofijski ordinariat za zidanje nove cerkve. Ta jo je naznanil Okrožnemu sodišču v Celju ter jim pri tej stvari zagotovil vso treba podporo. Ko je škofijski ordinariat javil v Celje, da se bo v Pišecah zidala nova cerkev, je gubernij v Celju ukazal, naj se v ta namen preiščejo vse obstoječe listine ter se zatem pošljejo njemu v Celje, da jih pregleda in potrdi. Za to morajo skrbeti Okrožno sodstvo v Olimje, okrožni žolnir Jernej in zidarski mojster Wagner. Kmalu nato je videmski dekan dobil dovoljenje, da položi temeljni kamen za novo cerkev, z nalogo, naj večkrat poroča kako napreduje gradnja.
Gradnja je pomenila popolno preureditev dotedanjega prostora: stara cerkev z zvonikom na zahodni strani je med gradnjo nove še vedno služila svojemu namenu. Njen zvonik je ohranil svojo vlogo tudi v sklopu nove cerkve, ki je bila pozidana na njegovo zahodno stran. Torej, zvonik se je znašel sredi med novo cerkvijo na levi in staro na desni strani (današnje župnišče) in tako še danes povezuje dve zgradbi v homogeno stavbno gmoto. Kakor nakazujejo kasnejše prezidave, je moral biti zvonik prej odprtega tipa, kar pomeni, da je služil za vhod v staro cerkev in je bil iz treh strani odprt. Domneva se, da je bil zasnovan po zgledu bližnje cerkve Marijinega rojstva na Svetih Gorah. Prostor nove cerkve je prej služil kot pokopališče. Cerkev je bila dokončana leta 1795 in posvečena leta 1810.
Leta 1825 so zvonik povišali, predelali zakristijo in jo arhitekturno postopoma povezali z župniščem, ki oblikuje vzhodni del cerkvenega kompleksa. Dela so zaključili leta 1837, ko je bila stara cerkev dokončno predelana v župnišče. Po požaru leta 1861 so temeljito obnovili zunanjščino, med drugim je zvonik leta 1863 dobil novo bakreno streho. Leta 1878 je slikar Tomaž Fantoni poslikal notranjščino cerkve.

## Arhitektura in oprema
Cerkev je dolga 25 metrov, široka 9 metrov in visoka 10 metrov. Zvonik je visok 42 metrov. Pročelje krasijo kipi svetega Petra in svetega Pavla v levi in desni niši, v sredinski pa kip zavetnika cerkve svetega Mihaela. Arhitektura cerkvene stavbe kaže čisti baročni slog, ki se kaže po členovitih pilastrih, gredah in segmentnih oknih. Freska na oboku prezbiterija je Fantonijevo delo iz leta 1878. Obnovljena je bila leta 1891. Tudi ostale freske so bile narejene pod njegovim vplivom. 
Glavni oltar, dva stranska ter tlak in ograja pred velikim oltarjem so bili pripeljani iz samostanske cerkve dominikank Radlje ob Dravi. Posebej glavni oltar, ki datira v sredino 18. stoletja, je umetnina visoke vrednosti, po slogu pa spada v prehod med barokom in rokokojem. Od drugih umetnin je treba omeniti še prižnico, kanonski tabli oltarja Frančiška Ksaverija, približno iz leta 1800, sliko Marijino kronanje, ki je Layerjevo delo in se nahaja v atiki glavnega oltarja, najznamenitejša pa je slika Ecce homo iz konca 17. stoletja, slikarja Adama Weissenkirchnerja iz Radelj ob Dravi. Križev pot je iz leta 1877. V prezbiteriju so vzidane 4 nagrobne plošče rodbine Moscon, ki je imela v lasti bližnji Grad Pišece.
Zanimivost cerkve sta dve loži (narečno žlíčjek), ki sta postavljeni vsaka na svojo stran prezbiterija. Do njiju se je moč povzpeti po ozkih stopnicah iz zakristije. Iz tiste na severni strani pelje ozek hodnik naprej na prižnico. Nekoč je bila namenjena izključno rodbini Moscon, medtem ko je bila južna namenjena duhovnikovim sorodnikom.

### Orgle
Orgle je okoli leta 1909 postavil mariborski orglarski mojster Josip Brandl kot opus 79 od okoli 150 vseh orgel, ki jih je zgradil v svoji karieri. Grajene so bile po popolnem pnevmatskem sistemu. Imajo 2 manuala in pedal, s skupno 14 registri in 783 piščalmi. Orgle so bile temeljito obnovljene med novembrom 2017 in marcem 2018. Dela je vodil orglarski mojster Anton Škrabl. Pri tem je bil pnevmatski sitem zamenjan v elektro-mehanskega, ki omogoča večjo odzivnost instrumenta. Kljub novim elementom so piščali ostale prvotne, pravtako tudi orgelska omara, ki je bila restavrirana. Igralnik, ki je prej bil postavljen pred orglami (tako, da je bil organist obrnjen s hrbtom proti instrumentu), je sedaj vgrajen v orgle. Ta postavitev omogoča organistu boljši stik s pevskim zborom, poleg tega pa je bilo na koru pridobljenega tudi nekoliko več prostora za prehod.
| Dispozicija                                                                                                | Dispozicija                                                                   | Dispozicija                                   |
| I. manual                                                                                                  | II. manual                                                                    | Pedal                                         |
| --- | ----------------------------------------------------------------------------- | --------------------------------------------- |
| 1. Principal 8' 2. Gamba 8' 3. Dolce 8' 4. Gedeckt 8' 5. Octave 4' 6. Traversflöte 4' 7. Mixtur 3f. 2 2/3' | 8. Geigenprincipal 8' 9. Salicional 8' 10. Flut harmonique 8' 11. Gemshorn 4' | 12. Subbass 16' 13. Octavbass 8' 14. Cello 8' |

## Obnovitvena dela
Izdelana je bila fasada, ki je po dobrih dvajsetih letih bila že v zelo slabem stanju. Cerkveni zvonik je dobil novo leseno konstrukcijo, prevleko iz bakra in novi zvon. Streha na cerkvi in župnišču je bila narejena na novo. Razbita barvna okenska stekla so bila zamenjana s prozornimi, sicer pa so bila okna zaradi pomanjkanja denarja zgolj za silo popravljena. Izvedena je bila elektrifikacija zvonov. Urejeno je bilo parkirišče, ki je širšega pomena, vendar je v cerkveni lasti. 
Zaradi nujnega izsuševanja severne stene cerkve, se je le-ta opremila s sistemom za izsušitev po principu reverzibilne osmoze. Pridobila se je vsa potrebna projektna in gradbena dokumentacija za izdelavo cerkvenega opornega zidu ter za hidroizolacijo cerkve. Severna stena v notranjosti cerkve je bila na novo ometana. Na novo so bili izdelani nekateri podstavki oltarjev in nekaj drugega cerkvenega inventarja, ki je bil zaradi vlage uničen. Za cerkvijo je že postavljen oporni zid dolžine 65 metrov in višine od 4,5 do 6 metra, ki pa ga je treba še obzidati. Za celotno severno steno cerkve je bilo treba izvesti še hidroizolacijo z izkopom materiala približno 2 metra globoko in drenažo za potrebe odvoda površinskih meteornih voda ter voda izza opornega zidu. 
Cerkev je bila skupaj z župniščem leta 2004 razglašena za kulturni spomenik lokalnega pomena.

## Bogoslužje in druge prireditve
Glavni župnijski praznik je 29. septembra, na god zavetnika. 
Vsako leto so v Pišecah organizirani Orožnovi dnevi, koncert domačih vokalnih zasedb, v spomin na duhovnika in pesnika Valentina Orožna, ki je v letih 1835 ter 1836 tu kaplanoval. Leta 2001 pa se je prvič obudil običaj blagoslova konj, ki se poslej vsako leto zgodi na štefanovo, 26. decembra, pred župniščem.